# Wormser Privileg (Juden)
Das Wormser Privileg war ein kaiserliches Privileg, das Heinrich IV. im Jahre 1090 den Wormser Juden zur Verhütung von weiteren Pogromen gewährte.
Das Wormser Privileg garantierte den Juden:
- Schutz von Leben und Eigentum,
- Freiheit von wirtschaftlicher Betätigung und Religionsausübung,
- das Recht zur Beschäftigung christlichen Hauspersonals,
- die Autonomie der jüdischen Gemeinde in innerjüdischen Rechtsangelegenheiten sowie
- eine verbindliche Verfahrensordnung für Streitigkeiten zwischen Juden und Christen.

Heinrich IV. wollte mit diesen Rechten nicht etwa die persönliche Integrität der Juden schützen – etwa aus christlicher Nächstenliebe –, vielmehr beabsichtigte er die Kassen des Reichs vor Steuerausfällen infolge befürchteter Judenpogrome zu schützen. Außerdem sollte jüdisches Vermögen nicht geplündert werden, sondern den jeweiligen Territorialherren zufallen.
Mit dem Wormser Privileg schuf Heinrich IV. ein bahnbrechendes Rechtsstatut, eine Sammlung von Rechtsnormen, die im Positiven wie im Negativen für Jahrhunderte das Verhältnis zwischen Juden und Christen prägen sollte und den Rechtsstatus der Juden als kaiserliche Kammerknechte im Heiligen Römischen Reich begründete. Die Bedeutung des Wormser Privilegs zeigen auch die  folgenden Transsumpte Friedrichs I. von 1157 und die Friedrichs II. von 1236 bis zum Transsumpt des Kölner Erzbischofs von 1360 im Rahmen der Wiederansiedlung von Juden in Köln nach den Pestverfolgungen.

## Nachweise
1. ↑  Franz-Josef Ziwes: Studien zur Geschichte der Juden im mittleren Rheingebiet während des hohen und späten Mittelalters (= Forschungen zur Geschichte der Juden. Abteilung A: Abhandlungen. Bd. 1). Hahn, Hannover 1995, ISBN 3-7752-5610-5, S. 72, (Zugleich: Trier, Universität, Dissertation, 1992).